# Aparición mariana de La Corona (Los Realejos)

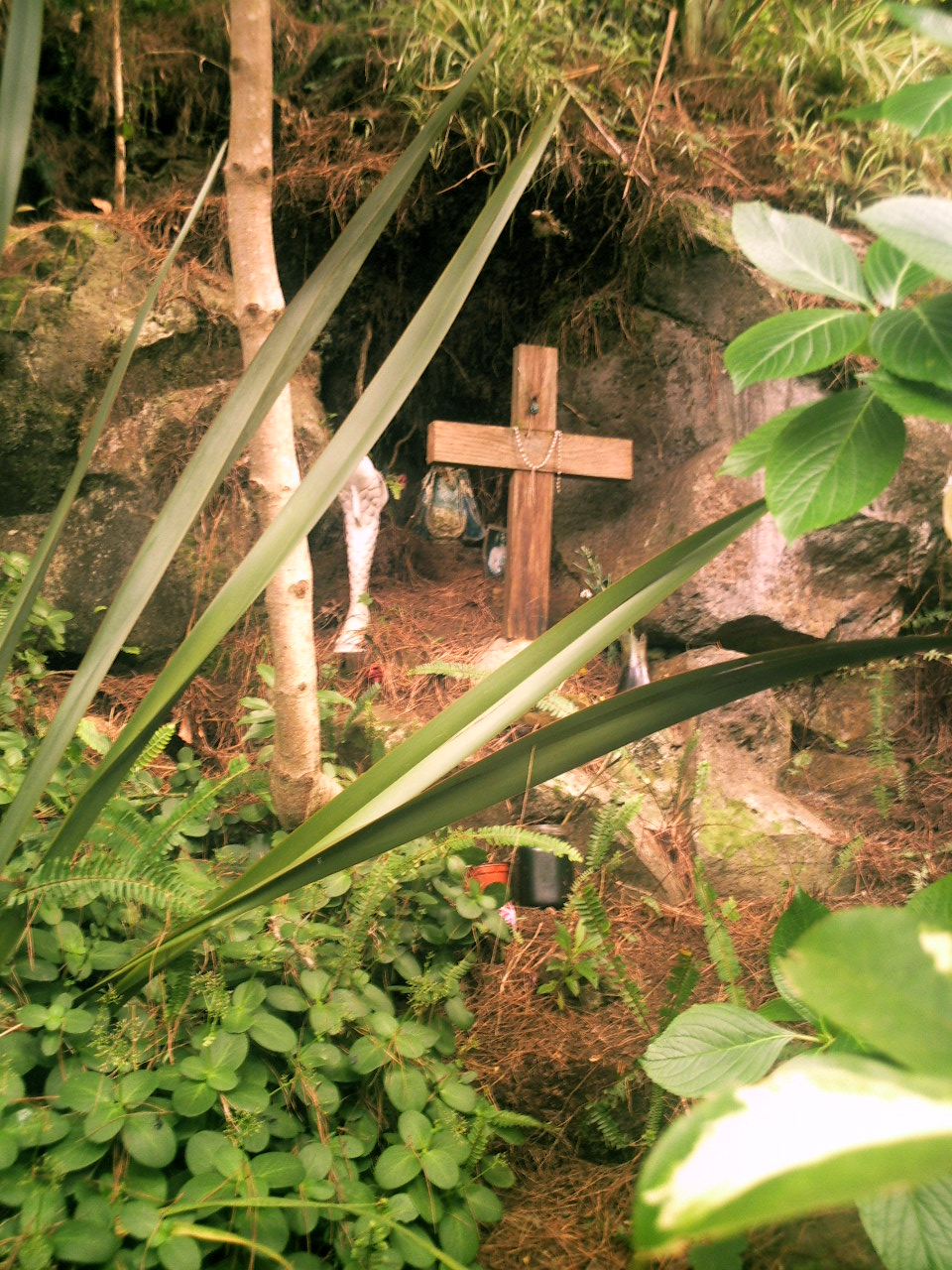
Uno de los altares situados en las grutas junto a la llamada Fuente de Pedro, donde tuvo lugar la presunta aparición mariana.

La llamada aparición mariana de La Corona se refiere a un fenómeno sociológico que tuvo lugar la noche del 6 al 7 de junio de 1992 en el lugar conocido como Monte de La Corona en el municipio de Los Realejos (Tenerife, España). Dicho acontecimiento fue asociado a una presunta aparición mariana que reunió en este lugar a más de dos mil personas, si bien otras fuentes hablan de más de cuarenta mil. El suceso se considera el único de este tipo ocurrido en las Islas Canarias en tiempos recientes.

## Características
Las supuestas apariciones tuvieron lugar en la llamada Fuente de Pedro que es una gruta-galería de la que antaño se extraía agua. La presunta vidente fue Justina Rodríguez, mujer natural de Cuba la cual aseguraba que las diferentes apariciones marianas ocurridas alrededor del mundo y a lo largo de la historia se debían a presencias extraterrestres. Ella misma, aseguraría ser también una entidad extraterrestre evolucionada. Esta postura, considerada relativamente contrapuesta al común de las apariciones marianas aumentó las voces de aquellos que la acusaban de farsante.
En el fenómeno ocurrido en el Monte de La Corona diversas personas aseguraron presenciar la aparición de la Virgen María bajo la forma de diversas advocaciones marianas, tales como la Virgen de los Dolores, la Virgen del Carmen y la Virgen de Candelaria. Periódicos nacionales y regionales se hicieron eco del suceso. En la actualidad existe un pequeño altar en el lugar de la presunta aparición que aún congrega a un inusitado número de fieles al lugar. En el año 2011 se publicó un libro en el cual los testigos cuentan sus experiencias.